# Identifier for Advertisers
Der Identifier for Advertisers (IDFA) ist eine eindeutige Gerätekennung, die an jedes iOS-Gerät von Apple gebunden ist. Sie besteht aus einer Zufallszahl und ermöglicht Werbetreibenden den Nutzer über verschiedene Apps hinweg zu verfolgen, personalisierte Werbung auszuliefern und Anzeigeninteraktionen für Retargeting zuzuordnen. Das mit IDFA mögliche Tracking kann über die Einstellung "Datenschutz & Sicherheit / Tracking / Apps erlauben, Tracking anzufordern" deaktiviert werden, was schätzungsweise 20 Prozent der Nutzer tun.

## Umgehungsversuche
Im März 2021 gab die China Advertising Association bekannt, dass sie ein System zur Identifizierung von Smartphones und Computer namens CAID unterstützt, um die neuen Beschränkungen des IDFA zu umgehen. Zu den testenden Unternehmen, gehören ByteDance und Tencent.